# Maarten Stekelenburg
Maarten Stekelenburg, född 22 september 1982, är en nederländsk före detta fotbollsmålvakt.

## Spelarkarriär
Stekelenburg debuterade i moderklubben AFC Ajax 2001. Med Ajax har Stekelenburg bland annat vunnit den holländska ligan en gång (2004) och holländska cupen tre gånger (2006, 2007 och 2010). Han debuterade i det holländska landslaget 2004.
Den 2 augusti 2011 blev Stekelenburg officiellt klar för den italienska klubben AS Roma då han skrev på ett fyra års kontrakt. 
I juni 2020 meddelades det att Stekelenburg skulle återvända till Ajax vid slutet av säsongen 2019/2020. Den 18 maj 2023 meddelade Stekelenburg att han skulle avsluta sin fotbollskarriär vid slutet av säsongen 2022/2023.

## Statistik
| Säsong  | Klubb       | Liga           | Matcher | Mål |
| ------- | ----------- | -------------- | ------- | --- |
| 2002/03 | Ajax        | Eredivisie     | 9       | 0   |
| 2003/04 | Ajax        | Eredivisie     | 10      | 0   |
| 2004/05 | Ajax        | Eredivisie     | 11      | 0   |
| 2005/06 | Ajax        | Eredivisie     | 27      | 0   |
| 2006/07 | Ajax        | Eredivisie     | 32      | 0   |
| 2007/08 | Ajax        | Eredivisie     | 31      | 0   |
| 2008/09 | Ajax        | Eredivisie     | 12      | 0   |
| 2009/10 | Ajax        | Eredivisie     | 33      | 0   |
| 2010/11 | Ajax        | Eredivisie     | 26      | 0   |
| 2011/12 | Roma        | Serie A        | 29      | 0   |
| 2012/13 | Roma        | Serie A        | 19      | 0   |
| 2013/14 | Fulham      | Premier League | 19      | 0   |
| 2014/15 | Monaco      | Ligue 1        | 1       | 0   |
| 2015/16 | Southampton | Premier League | 17      | 0   |
| 2016/17 | Everton     | Premier League | 19      | 0   |
| 2017/18 | Everton     | Premier League | 0       | 0   |
| 2018/19 | Everton     | Premier League | 0       | 0   |
| 2019/20 | Everton     | Premier League | 0       | 0   |
| Total   | Total       | Total          | 295     | 0   |

## Meriter

### Klubblag
Ajax
- Eredivisie: 2003/2004, 2010/2011, 2020/2021, 2021/2022
- KNVB Cup: 2005/2006, 2006/2007, 2009/2010, 2020/2021
- Johan Cruijff Schaal: 2002, 2006, 2007

### Landslag
- Silver i Fotbolls VM 2010

### Individuella meriter
- Årets fotbollsspelare i Ajax: 2008, 2011